# 青春くん
『青春くん』（せいしゅんくん）は、とがしやすたかによる日本の漫画作品。

## 概要
『週刊ヤングサンデー』（小学館）にて1989年11号より連載開始。童貞の妄想やオナニーなどを主題とした下ネタ4コマ漫画である。
『ヤンサン』での連載は休刊までの19年に及んだ（2006年に690話でいったん終了し、2007年1号より2008年35号までは『新 青春くん』と改題して連載、なお改題後は「第1話(通算691号)」と旧題からの通算話数も併記されていた）。『ヤンサン』休刊の翌月に発売された『スーパージャンプ』（集英社）17号（とがしが『竹田副部長』を連載していた）には特別読切として『蔵出し!青春くん』が掲載された。単行本は2000年発売の7巻で刊行が中断している。
『ビッグコミックスペリオール』2008年21号より『大人の青春くん』を連載開始。雑誌の移籍により、主人公・青春くんが社会人となったが、基本的な内容に変化はない。